# Академия наук и искусств Боснии и Герцеговины
Академия наук и искусств Боснии и Герцеговины (босн. и хорв. Akademija nauka i umjetnosti Bosne i Hercegovine, серб. Академија наука и умјетности Босне и Херцеговине) — главнейшее научное и художественное учреждение Боснии и Герцеговины.

## История
Академия наук и искусств Боснии и Герцеговины была образована Законом об Академии наук и искусств Боснии и Герцеговины от 1966 года из существовавшего с 1951 года Научного общества Боснии и Герцеговины (босн. Naučno društvo Bosne i Hercegovine).
Руководящими органами АНУ БиХ являются Ассамблея, Президиум и Исполнительный комитет.
Общее число действительных членов и членов-корреспондентов АНУ БиХ не может превышать 55 человек.
АНУ БиХ подписала договоры о международном научном сотрудничестве с шестью зарубежными академиями наук и семью университетами.

## Отделения
- Отделение социальных наук
- Отделение гуманитарных наук
- Отделение медицинских наук
- Отделение естественных и математических наук
- Отделение технических наук
- Отделение искусств[3]

## Президенты
- 1966—1968 — Академик Васо Бутозан[серб.]
- 1968—1971 — Академик Бранислав Джурджев[босн.]
- 1971—1977 — Академик Эдхем Чамо[словен.]
- 1977—1981 — Академик Алойз Бенац[босн.]
- 1981—1990 — Академик Светозар Зимонич
- 1990—1999 — Академик Сеид Хукович[нем.]
- 1999—2014 — Академик Божидар Матич[4]
- 2014—2020 — Академик Милош Трифкович
- 2020 — н. в. — Академик Мурис Чичич

## Почётные члены
- Иосип Броз Тито (избран 19 ноября 1969 года).
- Иво Андрич (избран 23 декабря 1969 года).
- Родолюб Чолакович (избран 23 декабря 1969 года).
- Эдвард Кардель (избран 29 апреля 1971 года).
- Владимир Бакарич (избран 18 апреля 1974 года).
- Иван Супек (избран 14 мая 2002 года).
- Богдан Богданович (избран 14 мая 2002 года).
- Адил Зулфикарпашич (избран 14 мая 2002 года)[5].